# Winifred Herbert
Winifred Herbert, contessa consorte di Nithsdale (Welshpool, 1680 – Roma, maggio 1749), è stata una nobile britannica.
Fu moglie di William Maxwell, V conte di Nithsdale, del quale architettò la fuga dalla Torre di Londra nel 1716.

## Biografia
Winifred era l'ultima figlia di William Herbert, I marchese di Powis, e di sua moglie Elizabeth Somerset, figlia minore di Edward Somerset, II marchese di Worcester.
Il 2 marzo 1699 sposò William Maxwell, V conte di Nithsdale, un nobile inglese di fede cattolica. La coppia si era incontrata alla corte francese presso la quale lady Winifred si trovava esiliata col padre e dove lord Nithsdale si era portato per recare il proprio omaggio a re Giacomo II d'Inghilterra in esilio. La coppia prese residenza Terragles House, presso Dumfries, nel Dumfriesshire, in Scozia.
Nel 1715, lord Nithsdale aderì all'insurrezione giacobita, ma venne catturato durante la battaglia di Preston ed inviato prigioniero alla Torre di Londra. Processato per tradimento, venne condannato a morte. Winifred, che si trovava a Terregles quando seppe della cattura del marito, si portò immediatamente a Londra, sola e a cavallo, in pieno inverno. Personalmente presentò una petizione a re Giorgio I di Gran Bretagna, ma per tutta risposta il sovrano si rifiutò anche di riceverla. Sapendo che non vi sarebbe stato alcun perdono per il marito, la contessa iniziò ad intessere un meticoloso piano per salvare suo marito dalla Torre di Londra.
La notte precedente il giorno previsto per l'esecuzione di William (24 febbraio 1716), con l'aiuto di due altre nobildonne giacobite, Winifred mise in atto il suo piano: venne ammessa alla cella dove si trovava il marito e per prima cosa distribuì ingenti somme di denaro alle guardie di modo che potessero acquistare degli alcolici. Lei e le altre donne in visita al conte continuavano a spostarsi dalla cella del conte all'esterno, mescolandosi tra loro e creando confusione su chi fosse o meno all'interno della cella. Winifred trovò così il tempo di radere accuratamente il marito e lo fece vestire con gli abiti della sua cameriera (incluso il "Nithsdale Cloak" che ancora oggi è di proprietà della famiglia). William venne accompagnato al di fuori della prigione da una delle cameriere della moglie, mentre quest'ultima rimase per qualche tempo ancora all'interno della cella, parlando ad alta voce come per fingere che il marito fosse ancora all'interno. Dopo la fuga, i due rimasero nascosti a Londra sino a quando William non fu in grado di partire alla volta della Francia con la complicità dell'ambasciatore di Venezia che lo travestì da uno dei suoi servi per farlo imbarcare in incognito. Mentre il conte partiva alla volta del continente, Winifred fece ritorno in Scozia, sempre in incognito, per assicurarsi dello stato di salute dei suoi figli e dei beni di famiglia.
La coppia si ricongiunse in Francia e poi riparò insieme a Roma presso la corte del principe James Francis Edward Stuart dove Winifred divenne la governante del principe Henry Benedict Stuart. La contessa morì cinque anni dopo il marito.

## Matrimonio e figli
Winifred Herbert sposò William Maxwell, V conte di Nithsdale. La coppia ebbe insieme due figli:
- William, VI conte di Nithsdale (m. 2 agosto 1776), sposò Catherine Stewart
- Anne (m. 3 maggio 1735), sposò John Bellew, IV barone Bellew di Duleek